# Recurso

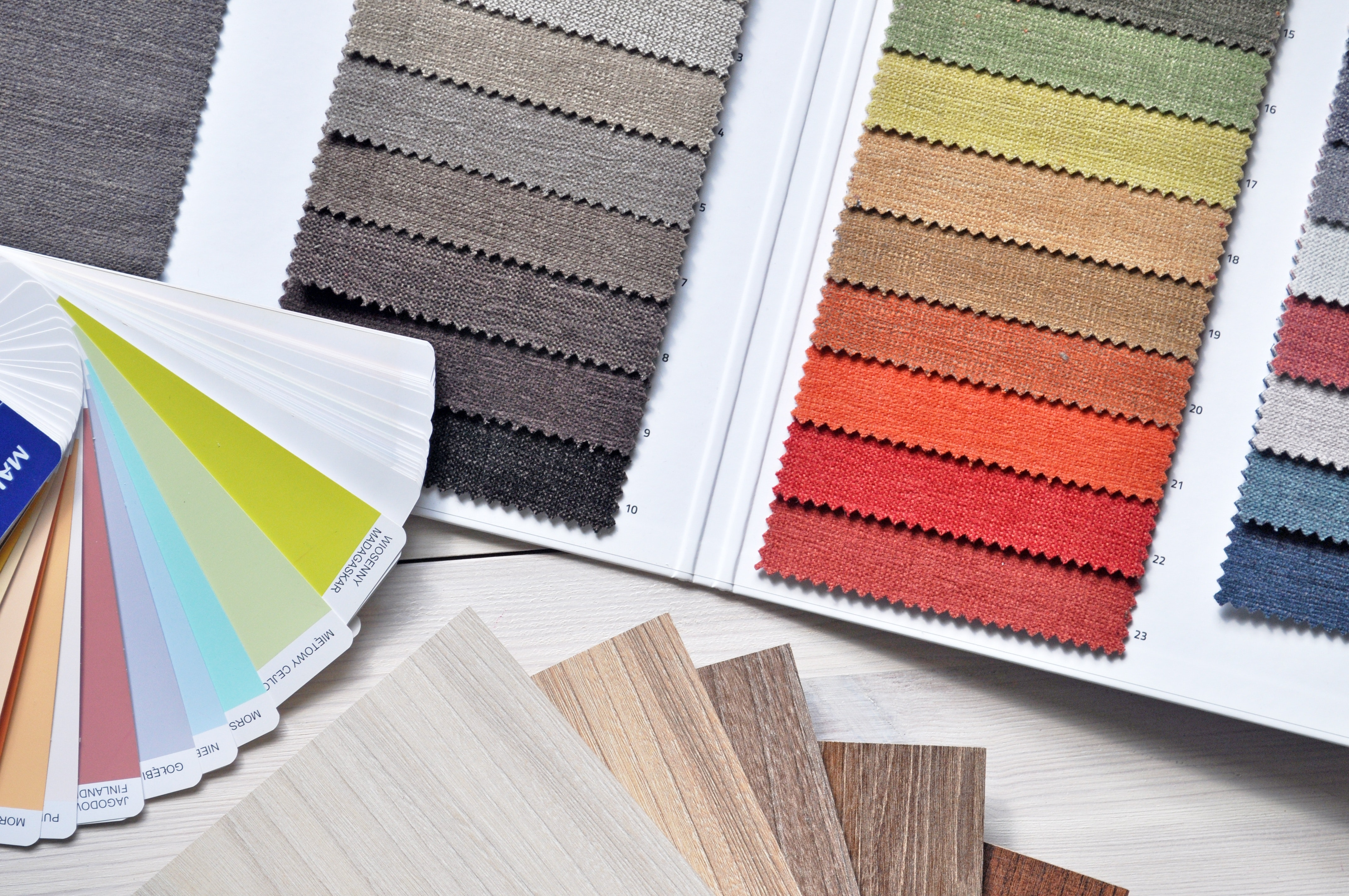

Un recurso es una fuente o suministro del cual se produce un beneficio. 
Recurso se refiere a cuando alguien tiene algo.
Los recursos se pueden definir como todos los medios que nos ayudan para los objetivos que se tengan.
Normalmente, los recursos son materiales u otros activos que son transformados para producir un beneficio y en el proceso pueden ser consumidos o no estar más disponibles. Desde una perspectiva humana, un recurso natural es cualquier elemento obtenido del medio ambiente para satisfacer las necesidades y los deseos humanos. Desde un punto de vista ecológico o biológico más amplio, un recurso satisface las necesidades de un organismo vivo.
El concepto de recurso se ha aplicado en diversos ámbitos, en particular, con respecto a la economía, biología, ciencias de la computación, manejo del recurso tierra y recursos humanos. Además, está relacionado con los conceptos de competencia, sostenibilidad y conservación ambiental.
Los recursos naturales tienen tres características principales:
1. utilidad,
2. disponibilidad limitada
3. potencial de agotamiento o consumo.

Los recursos han sido categorizados como bióticos y abióticos, renovables y no renovables, potenciales y reales, además de clasificaciones más complejas.
También, a los tipos de recursos se les puede dividir en dos categorías que son, tangibles e intangibles. Incluso podemos pensar que existen miles de recursos a nuestro alrededor, pero no generan sus propias ventajas, estos solo se pueden basar en el o los usos específicos que las personas pueden darle
s

## Recursos informáticos  para evaluar
Un recurso informático es cualquier componente físico o virtual de disponibilidad limitada en una computadora o un sistema de gestión de la información. Los recursos informáticos incluyen medios para entrada, procesamiento, producción, comunicación y almacenamiento.

## Recursos en programación
Un recurso puede ser cualquier elemento del decorado, llámese monitor, teclado, mouse o desarrollador de software con orientación a la programación orientada a objetos en Win.